# Hesterniasca lata
Hesterniasca lata (лат.) — ископаемый вид коротконадкрылых жуков рода Hesterniasca (семейство Staphylinidae). Обнаружен в меловых отложениях Китая: Ляонин, Huangbanjigou, Shangyuan Town, барремский ярус, Yixian Formation, более 125 млн лет. Один из древних видов стафилинид.

## Описание
Мелкого размера ископаемые стафилиниды, которые были описаны по отпечаткам тела, длина которого около 6 мм.
Вид Hesterniasca lata был впервые описан в 2011 году российско-датским колеоптерологом Алексеем Солодовниковым (Копенгагенский университет, Natural History Museum of Denmark, Zoological Museum, Копенгаген, Дания) и группой китайских палеоэнтомологов (Chenyang Y. Cai, Diying Y. Huang; State Key Laboratory of Palaeobiology and Stratigraphy, Nanjing Institute of Geology and Palaeontology, Chinese Academy of Sciences, Нанкин, Китай).
Видовое название Hesterniasca lata происходит от латинского слова lata (широкий). Включён в состав рода жуков Hesterniasca (Tachyporinae).
Сестринские таксоны: вид †Hesterniasca obesa Zhang et al. 1992 (аптский ярус, Китай, около 120 млн лет) и роды Abscondus, Lordithon, Mesotachinus, Mesotachyporus, Tachyporoides.